# Heroin (Lied)
Heroin ist ein Lied von The Velvet Underground, das auf dem Debütalbum der Gruppe, The Velvet Underground and Nico, 1967 veröffentlicht wurde.
Das Lied wurde 1964 von Lou Reed geschrieben, ist eines der meistgespielten Lieder der Gruppe und beschreibt offen den Ge- und Missbrauch von Heroin. Der Kritiker Mar Deming schrieb dazu: Obwohl Heroin kaum den Gebrauch der Droge befürwortet, verurteilt es aber auch nicht klar, und das macht es in den Augen mancher Hörer noch verstörender.
Das Rolling Stone Magazin wählte das Lied auf Nummer 448 der 500 besten Songs aller Zeiten. 2006 wurde das Lied von Pitchfork Media auf Platz 77 der 200 besten Lieder der 60er Jahre gewählt. Im Jahr 2007 zählte das Magazin Mental Floss das Lied als eines von zehn Liedern, die die Welt veränderten.

## Entstehung
Reed schrieb Heroin 1964, als er selbst heroinabhängig war. Er hatte in seinem letzten Jahr an der Syracuse University begonnen, sich die Droge zu spritzen, hatte sich aber bald beim Needle Sharing mit Hepatitis C infiziert. Im Krankenbett schrieb er Heroin und I’m Waiting for the Man.

## Aufnahme
Heroin wurde zusammen mit I'm Waiting for the Man und Venus in Furs in den T.T.G. Studios in Hollywood für das Album aufgenommen. Das Lied ist mit 7 Minuten und 12 Sekunden das zweitlängste Stück des Albums. Heroin beginnt mit dem leisen, melodischen Gitarrenspiel von Lou Reed und einem hypnotischen Schlagzeug von Maureen Tucker, in das bald John Cales dröhnende elektrische Bratsche und Sterling Morrisons gleichförmige Rhythmusgitarre einfallen. Die Dynamik des Stücks wird schrittweise erhöht, bis ein rasendes Crescendo erreicht ist, das von Cales kreischender Bratsche unterstrichen wird. Tuckers Schlagzeug wird dabei schneller und lauter. Das Lied wird dann wieder langsamer und kommt zur anfänglichen Geschwindigkeit zurück, um dann wieder schneller zu enden.
Das Lied ist auf den Dur-Akkorden C# und F# aufgebaut und wird ohne Bass gespielt. Das Rolling Stone Magazine schrieb dazu, dass es nicht viel braucht, um einen großen Song zu schreiben.
Maureen Tucker verlor während der Aufnahme die Orientierung und hörte für einige Momente auf zu spielen. Die Unterbrechung gibt dem Lied eine einschneidende Wendung und ihr Fehler wurde zu einem essentiellen Element des Liedes.

## Kritik
Durch Lieder wie Heroin und I'm Waiting for the Man, das ein ähnliches Thema behandelt, wurden The Velvet Underground immer wieder im Zusammenhang mit Drogen erwähnt. Einige Kritiker warfen der Band vor, den Gebrauch von Drogen zu glorifizieren. Im Gegensatz dazu haben Mitglieder der Band, vor allem Lou Reed, mehrfach verneint, dass das Lied den Drogenkonsum befürwortet.

## Coverversionen
Das Lied wurde von verschiedenen Künstlern gecovert, darunter Mazzy Star, Human Drama, Iggy Pop, Echo & the Bunnymen, Roky Erickson, Billy Idol und Third Eye Blind.
Lou Reed spielte später das Lied öfter live und nahm es u. a. auf seinem Live-Album Rock ’n’ Roll Animal, das 1974 veröffentlicht wurde, auf. Weitere Cover-Versionen stammen von Brian Bell und Patrick Wilson von Weezer.

## Verwendung in der Popkultur
Denis Johnsons Sammlung von Kurzgeschichten Jesus' Son und der darauf basierende Film haben den Titel aus dem Liedtext. Weiterhin wurde das Lied in dem Film The Doors von Oliver Stone verwendet. Laut Mick Jagger ist das Lied Stray Cat Blues von Heroin inspiriert.